# Alianza Pueblo Unido
Alianza Pueblo Unido (Aliança Povo Unido, APU) fue una coalición entre el Partido Comunista Portugués (PCP) y el Movimiento Democrático Portugués (MDP) entre 1979 y 1987.
Fue formada por primera vez en 1979 para concurrir a las elecciones legislativas. En 1976, PCP y MDP ya se habían presentado en coalición a las municipales en la coalición Frente Electoral Pueblo Unido (FEPU). La coalición se rompió en 1987, tras escindirse en dos sectores el MDP. Ese año el PCP, el Partido Ecologista "Os Verdes" (PEV) e Intervención Democrática (ID), formaron la Coalición Democrática Unitaria (CDU).

## Resultado electorales APU
La APU obtuvo los siguientes resultados electorales:
| Fecha | Votos     | %           | Diputados | +/- | Candidato     | Nota                           |
| ----- | --------- | ----------- | --------- | --- | ------------- | ------------------------------ |
| 1979  | 1 129 322 | 18,80 (3.º) | 47/250    | 7a  | Álvaro Cunhal | 44 escaños del PCP y 3 del MDP |
| 1980  | 1 009 505 | 16,75 (3.º) | 41/250    | 6   | Álvaro Cunhal | 39 escaños del PCP y 2 del MDP |
| 1983  | 1 031 609 | 18,07 (3.º) | 44/250    | 3   | Álvaro Cunhal | 41 escaños del PCP y 3 del MDP |
| 1985  | 898 281   | 15,49 (4.º) | 38/250    | 6   | Álvaro Cunhal | 35 escaños del PCP y 3 del MDP |

a Respecto al resultado del PCP en 1976.
- Datos: Q1892305
- Multimedia: Aliança Povo Unido / Q1892305